# Netelboom
Netelboom (Celtis) is een geslacht van zestig tot zeventig soorten bomen uit de hennepfamilie (Cannabaceae). De bomen worden meestal 10-25 m hoog, zelden tot 40 m hoog. Vroeger werd het geslacht tot de iepenfamilie (Ulmaceae) gerekend of in de eigen familie Celtidaceae ondergebracht. In het APG II-systeem (2003) wordt het geslacht in de hennepfamilie (Cannabaceae) geplaatst.
De bladeren staan verspreid, zijn 3-15 cm lang, hebben een lange punt en zijn regelmatig getand. De vrucht heeft een kleine steenvrucht met een doorsnede van 0,6-1,0 cm. Bij veel soorten is deze eetbaar; de smaak is droog maar zoet, lijkend op de dadel. Verschillende soorten worden als sierboom aangeplant wegens hun tolerantie van droogte.
Een aantal soorten in dit geslacht zijn:
- Celtis australis
- Celtis laevigata
- Celtis occidentalis